# Jaufenspitze
Die Jaufenspitze ist ein 2481 m hoher Berg in den Sarntaler Alpen in Südtirol. Sie zählt neben dem Penser Weißhorn (2705 m), dem Zinseler (2422 m) und der Hochwart (2747 m) zu den bedeutenderen Gipfeln in der nordwestlichen Gruppe der Sarntaler Alpen.
Der Normalweg auf die Jaufenspitze führt vom Jaufenpass (2094 m) über den gut ausgeschilderten Weg in Richtung Gipfel. Beim Aufstieg sind einige mit Stahlseilen gesicherte Klettersteigbereiche zu überwinden (Schwierigkeit A/B). Der Gipfel bietet ein Panorama mit Ausblicken zu den Stubaier und Zillertaler Alpen sowie in das Passeiertal, das obere Wipptal und nach Sterzing. Die Nordkante der Jaufenspitze bietet eine Kantenklettertour im IV. Schwierigkeitsgrad.
Die touristische Erstbesteigung erfolgte 1891 durch Julius Pock.